# Haus Lütkenbeck

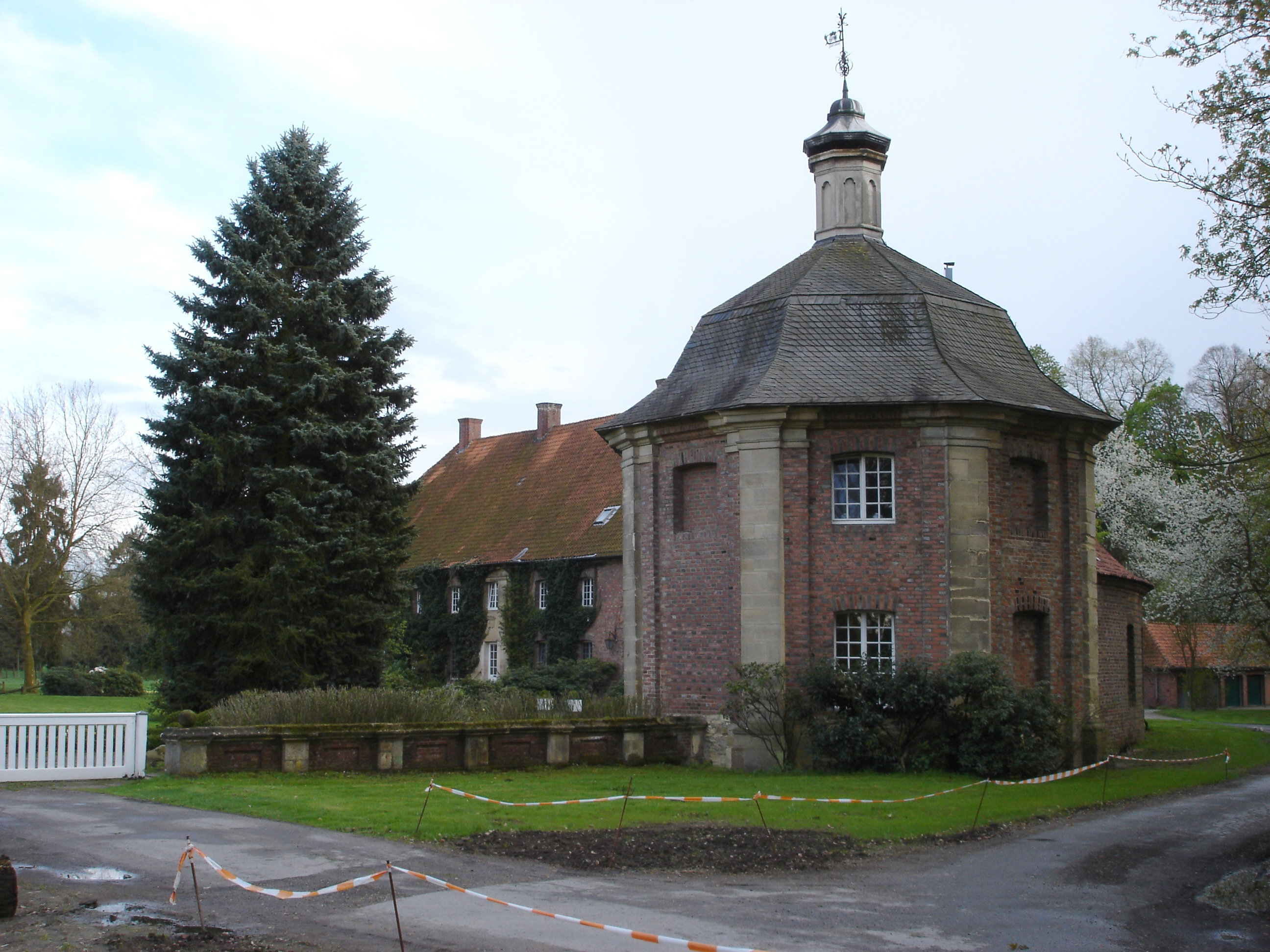
Das ehemalige Gerichtsgebäude und heutige Haupthaus.

Haus Lütkenbeck ist eine ehemalige Wasserburg im westfälischen Münster.

## Lage
Die Gebäude, im Südosten der Stadt nahe dem Hafen am Lütkenbecker Weg gelegen, sind der Rest einer in den Jahren von 1695 bis 1720 errichteten barocken Anlage. Die Kapelle des Hauses wird noch für Gottesdienste und Konzerte genutzt. Ursprünglich vor den Toren Münsters erbaut, liegen die Gebäude nunmehr innerhalb des geschlossenen Siedlungsgebiets, sind aber durch die Waldgebiete Telgenbusch und Sternbusch weiträumig vor dem Stadtlärm geschützt.

## Geschichte

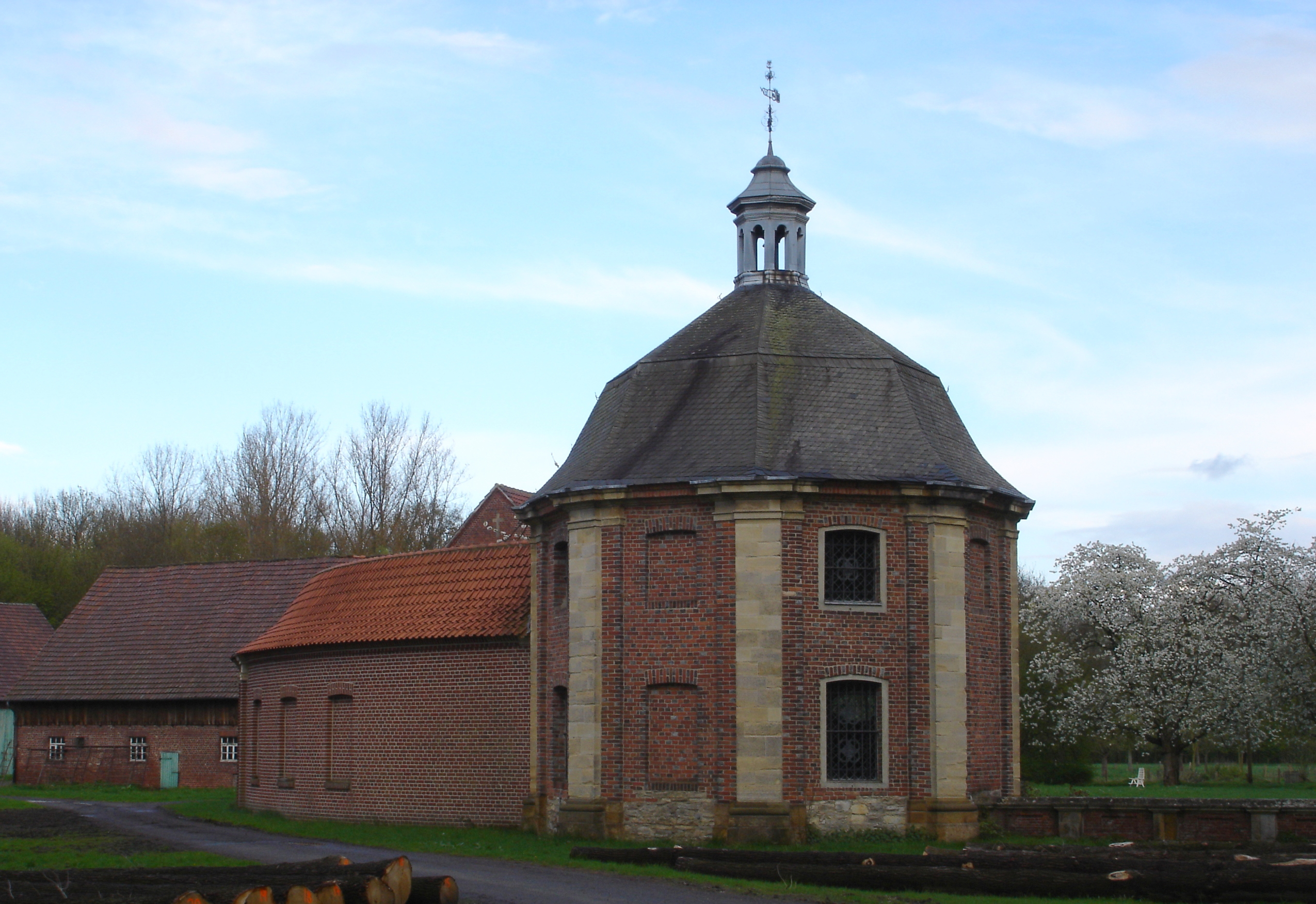
Die alte Kapelle und im Hintergrund links ein Stall, der 2011 abgerissen wurde.

Das Anwesen, auf dem sich die Anlage befindet, war ein altes Lehen der Bischöfe von Münster. Um 1300 sind hier die Herren von dem Berge als Inhaber belegt, denen die Erbmänner von Drolshagen, die ursprünglich der hessischen Ritterschaft angehörten, folgen. Diese sterben Ende des 17. Jahrhunderts aus, wodurch das Gut in den Besitz der Droste zu Vischering gerät. 1695 wird mit dem Bau der Wasserburg begonnen. Der Bauauftrag geht wahrscheinlich an Gottfried Laurenz Pictorius, der bereits das Schloss Nordkirchen erbaut hatte. Als weiterer Baumeister wird aber auch Lambert Friedrich Corfey genannt. 1720 war das Schloss vollendet, brannte aber noch im selben Jahr nieder, ohne wiederaufgebaut zu werden; lediglich die zum Schloss gehörigen Pavillons und Wirtschaftsgebäude blieben bestehen. Die Kapelle behielt ihre Funktion. Die übrigen Gebäude wurden weiter landwirtschaftlich genutzt. Gelegentlich fanden hier kleinere Volksfeste statt. Im Jahre 1801 überließ der Erbdroste das Anwesen für ein paar Jahre dem Grafen Friedrich Leopold zu Stolberg-Stolberg als Sommersitz. Der Dichter beschrieb das „freundliche Plätzchen“ sehr anschaulich. Die Erbdrosten selbst wohnten hier lediglich 1884 für kurze Zeit.

## Architektur
Die Vorburg umfasst zwei oktogonale Pavillons (die Kapelle mit Barockaltar bzw. das Gerichtsgebäude), die mit den Wirtschaftsgebäuden durch Arkadengänge verbunden sind, die zum Hof hin offen sind. Die Kapelle wurde im Zweiten Weltkrieg stark beschädigt. Südwestlich befindet sich das alte Zehnthaus, das früher mit Stallungen ausgestattet war. An die beiden Pavillons schließen sich Mauern an, die den Auftakt zur eigentlichen Vorburg bilden. Die Arkaden führten zum massiven so genannten Pächterhaus, das 1847 ausbrannte und neu errichtet werden musste und das nach dem Zweiten Weltkrieg erneut umgebaut wurde. Zuletzt diente das Pächterhaus als Bauernhaus mit Stallungen und einem Wohntrakt mit Herdfeuer. Es wurde 2011 abgerissen, genauso wie die Ställe. An Stelle des Pächterhauses wurde ein Wohngebäude mit 11 Mietwohnungen errichtet.
Im Südwesten schließt das Ökonomiegebäude (auch: Zehnthaus oder Remise genannt) an, das ebenfalls als massiver Steinbau angelegt wurde und dessen zwei Geschosse von einem Walmdach bedeckt sind. Die alten Stallungen sind inzwischen zu Wohnungen umgestaltet worden. Der alte Wachturm wurde 1835 abgebrochen, die Grundmauern sind aber noch deutlich sichtbar. Vom eigentlichen Schloss, also dem Herrenhaus, blieb ebenfalls kaum mehr als ein paar Gräben und Wälle im Gelände übrig. Von der barocken Gartenanlage im französischen Stil haben sich ein paar kleine Teiche erhalten; die ursprüngliche regelmäßige Anlage des 190 Hektar großen Parks, der in nordwestlich-südöstlicher Richtung orientiert ist, ist aber gut erkennbar.